# Málta települései

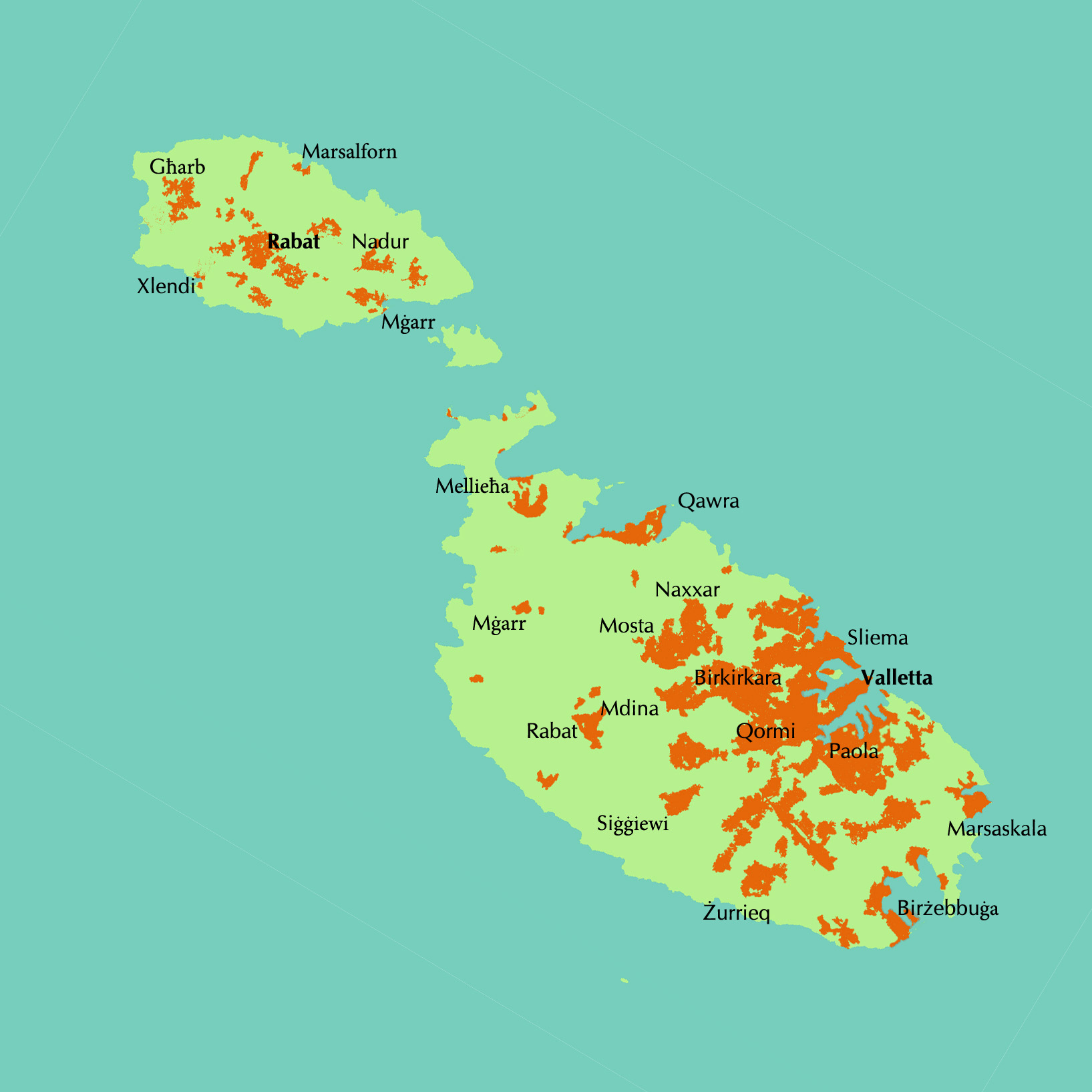
A Máltai-szigetek beépítettsége

Itt található Málta fontosabb létező és létezett településeinek és helyneveinek a listája, közigazgatási egységenként.

## Maltaszigete
| Máltai név                          | Angol név      | Olasz név                                 | Megjegyzés |  |
| ----------------------------------- | -------------- | ----------------------------------------- | --- |  |
| Attard* vagy Ħ'Attard               | -              | -                                         | Málta Három Falvának egyike |  |
| Misraħ Kola                         | -              | -                                         | A második világháború után épült lakónegyed |  |
| Ta’ Qali                            | Ta Kali        | -                                         | A második világháborúig létezett település |  |
| Balzan* vagy Ħal Balzan             | -              | -                                         | Málta Három Falvának egyike |  |
| Birgu*                              | -              | (Città) Vittoriosa                        | A máltai név valószínűleg az olasz borgo szóból származik, korábban Castrum maris vagy Castello a mare, illetve San Lorenzo a mare néven volt ismert . A Három Város egyike. Jelenlegi olasz nevét a Nagy Ostrom után kapta. |  |
| Birkirkara*                         | -              | -                                         | Olasz írásmódja Birchircara, gyakran rövidítik B'Kara-ként. Latin iratokban Bircalcaria néven is említik. |  |
| -                                   | -              | Fleur-de-Lys                              | 2010-től részlegesen önálló városrész |  |
| Mrieħel                             | -              | -                                         | Birkirkara városrésze |  |
| Birżebbuġa*                         | -              | -                                         | Írásmódja rövidítve néha B'Bugia |  |
| Bengħajsa                           | Benghisa       | -                                         | |  |
| Kalafrana                           | -              | -                                         | II. világháborús hidroplánkikötője miatt ismert |  |
| Bormla* vagy Bir Mula               | -              | (Città) Cospicua                          | Megkapta a Città Cottonera nevet is, ám ezt ma az egész környékre értik. A Három Város egyike. Olasz nevét 1722-ben kapta.                                                                                                   |  |
| Dingli* vagy Ħad-Dingli             | -              | -                                         | |  |
| Ħal Tartarni                        | -              | -                                         | A kora újkorig létezett község Dinglitől keletre, egyike volt Málta első egyházközségeinek |  |
| Fgura*                              | -              | Figura                                    | |  |
| Furjana                             | -              | Floriana* és Borgo Vilhena                | Nevét építészéről, Pietro Paolo Florianiról kapta. |  |
| Għargħur* vagy Ħal Għargħur, Gargur | -              | Casal Gregorio vagy Casal Grigur          | A mai név valószínűleg az olasz személynévből ered |  |
| Għaxaq* vagy Ħal Għaxaq             | Ashiak         | Casal Asciak                              | |  |
| Gudja*, eredetileg Bir Miftuħ       | -              | Gudia                                     | Mai máltai neve az olaszból származik, eredeti máltai neve is használatos. |  |
| Gżira*                              | -              | L'Isola del vescovo                       | Olasz neve a Manoel-szigetet jelölte, a lovagok kora óta nem használatos. |  |
| Ħamrun*                             | -              | Casal San Giuseppe                        | Hivatalosan 1881-ben kapta máltai nevét |  |
| Blata l-Bajda                       | -              | -                                         | Településrész Floriana határán |  |
| Iklin*                              | -              | -                                         | |  |
| Isla*                               | -              | Senglea és Città Invicta                  | A Három Város egyike. Olasz nevét a Nagy ostrom után kapta. |  |
| Kalkara*                            | -              | -                                         | |  |
| Kirkop* vagy Ħal Kirkop             | -              | -                                         | Írásmódja olaszul időnként Chircop |  |
| Lija* vagy Ħal Lija                 | -              | -                                         | Málta Három Falvának egyike |  |
| Ħal Mann                            | -              | -                                         | 1594-ig Attard része volt, azóta Lijához tartozik |  |
| Luqa* vagy Ħal Luqa                 | -              | Luca                                      | |  |
| Ħal Farruġ                          | -              | -                                         | 2010 óta részlegesen ismét önálló község |  |
| Marsa*                              | -              | -                                         | |  |
| Marsaskala* vagy Wied il-Għajn      | -              | -                                         | Angol-olasz írásmódja Marsascala, rövidítve gyakran M'Skala. |  |
| Marsaxlokk*                         | -              | Marsa Scirocco                            | Olaszul ma gyakrabban használják a Marsaslocca alakot. |  |
| Mdina*                              | -              | Città Notabile                            | Latin neve Melita. Nevezik Il-belt is-siekta-nak, Csendes városnak és Città Vecchiának Óvárosnak is. |  |
| Mellieħa*                           | -              | -                                         | |  |
| Bajjet l-Armier                     | Armier Bay     | -                                         | Az északi félsziget helyiek által használt nyaralórésze |  |
| Manikata                            | -              | -                                         | Földműves falu a nyugati parton |  |
| Marfa                               | -              | -                                         | Az északi félsziget nyaraló- és földműves része |  |
| Mġarr*                              | -              | Mugiarro                                  | |  |
| Iż-Żebbiegħ                         | -              | -                                         | Földműves településrész a községtől keletre |  |
| Mosta*                              | -              | Musta                                     | |  |
| Bidnija                             | -              | -                                         | Egykor önálló község, ma megosztva San Pawl il-Baħar, Mġarr és Mosta között |  |
| Raħal Calleja                       | -              | -                                         | A középkor végéig Mosta testvérközsége |  |
| Mqabba*                             | Mecabba        | Micabba                                   | |  |
| Msida*                              | -              | -                                         | A 17. században La Mizida néven említik |  |
| Swatar                              | -              | -                                         | 2010 óta részlegesen önálló településrész |  |
| Mtarfa*                             | -              | Marfa                                     | Időnként írásban is az ejtett Imtarfa alakot használják. |  |
| Naxxar*                             | Naxaro         | Nasciar                                   | |  |
| Baħar iċ-Ċagħaq                     | -              | -                                         | Naxxar és Għargħur között megosztott község, egy 1718-as térképen Baharcuhiar alakban szerepel. Naxxari része 2010 óta részlegesen ismét önálló                                                                              |  |
| Birguma                             | -              | -                                         | Ma leginkább a brit erőd miatt ismert |  |
| Magħtab                             | -              | -                                         | Egykor önálló község volt |  |
| Raħal Ġdid*                         | -              | Paola* vagy Casal Paula                   | Alapításakor az olasz nevet kapta Antoine de Paule nagymestertől |  |
| -                                   | Pembroke*      | -                                         | |  |
| -                                   | St. Andrew's   | -                                         | Városrész Swieqi határán |  |
| -                                   | -              | Pietà (Málta)*                            | |  |
| Gwardamanġa                         | -              | Guardamangia                              | A máltai név egyszerűen az olasz átirata. 2010 óta részlegesen ismét önálló község |  |
| Qormi* vagy Ħal Qormi               | -              | Casal Fornaro, Casal Curmi és Città Pinto | Lovagi nevét 1743-tól viseli |  |
| Qrendi*                             | -              | Crendi                                    | |  |
| Rabat*                              | -              | Rabato                                    | |  |
| Baħrija                             | -              | -                                         | Apró község Rabattól nyugatra, 2010-től részlegesen önálló |  |
| Tal-Virtù                           | -              | -                                         | Rabat településrésze keleten, 2010-től részlegesen önálló |  |
| Safi* vagy Ħal Safi                 | -              | -                                         | |  |
| San Ġiljan*                         | St. Julian's   | San Giuliano                              | A középkorban Qaliet Ġnien il-Fieres, később Portus Sancti Iuliani néven említik |  |
| Balluta                             | -              | -                                         | Városrész és önálló egyházközség |  |
| Paceville                           | -              | -                                         | 2010 óta részlegesen önálló városrész a keletre kinyúló félszigeten |  |
| San Ġwann*                          | St. John       | San Giovanni                              | Korábbi nevei Msieraħ és Tal-Għargħar |  |
| Kappara                             | -              | -                                         | 2010 óta részlegesen önálló településrész |  |
| San Pawl il-Baħar*                  | St. Paul's Bay | Baia di San Paolo                         | |  |
| Buġibba                             | -              | -                                         | Üdülőövezet San Pawltól északra |  |
| Burmarrad                           | -              | -                                         | 2010 óta részlegesen ismét önálló község San Pawltól keletre |  |
| Qawra                               | -              | -                                         | Üdülőváros a Salina Bay mellett |  |
| Xemxija                             | -              | -                                         | Egykor önálló halászfalu a Szent Pál-öbölben |  |
| Santa Luċija*                       | -              | -                                         | Gyakori írásmódja Sta Lucia |  |
| Santa Venera*                       | -              | -                                         | Gyakori írásmódja S. Venera |  |
| Siġġiewi*                           | -              | Città Ferdinand                           | Olasz nevét 1797-ben kapta |  |
| Sliema*                             | -              | -                                         | Korábbi neve Il-Qortin volt |  |
| Swieqi*                             | -              | -                                         | |  |
| Madliena                            | -              | -                                         | Eredetileg Għargħur része volt. Ma már csak a brit erőd emlékeztet a községre. A róla elnevezett városrész 2010-től részlegesen önálló lett                                                                                  |  |
| Tal-Ibraġ                           | -              | -                                         | Swieqi tulajdonképpeni központja az egykori község |  |
| Tarxien* vagy Ħal Tarxien           | -              | Tarscen                                   | |  |
| Ta’ Xbiex*                          | -              | -                                         | |  |
| -                                   | -              | Valletta* és Città Umilissima             | |  |
| Xgħajra*                            | -              | -                                         | |  |
| Żabbar* vagy Ħaż-Żabbar             | -              | Città Hompesch                            | Olasz nevét 1797-ben kapta |  |
| St. Peter's                         | -              | -                                         | 2010 óta részlegesen önálló településrész |  |
| Żebbuġ* vagy Ħaż-Żebbuġ             | -              | Città Rohan                               | Olasz nevét 1777-ben kapta |  |
| Żejtun*                             | -              | Città Beland                              | Olasz-angol írásmódja Zeitun. Olasz nevét 1797-ben kapta. Korábbi neve Casal Santa Catarina, ma nevezik Casal Bisbutnak is.                                                                                                  |  |
| Ġebel San Martin                    | -              | -                                         | Folyamatosan növekvő modern településrész |  |
| Żurrieq*                            | -              | Zurrico                                   | |  |
| Bubaqra                             | -              | -                                         | 2010-től részlegesen ismét önálló egykori község |  |
| Ħal Millieri                        | -              | -                                         | Málta egyik legrégibb községe volt, a kora újkorban elnéptelenedett |  |
| Nigret                              | -              | -                                         | A régi községből a kápolna és a szélmalom maradt fenn |  |

## Għawdex(Gozo) szigete
| Máltai név              | Angol név      | Olasz név                  | Megjegyzés |  |
| ----------------------- | -------------- | -------------------------- | --- |  |
| It-Triq tal-Għajn       | -              | Fontana*                   | |  |
| Għajnsielem*            | -              | -                          | Angol írásmódja Ainsielem |  |
| -                       | Fort Chambray* | Città Vilhena              | Lovagi erőd, soha nem népesült be. Olasz neve csak néhány terven jelent meg. |  |
| Kemmuna*                | -              | Comino                     | A sziget sosem volt szervezett település, csak néhány tucat menekült, kalóz majd farmer lakta |  |
| Mġarr                   | -              | Migiar                     | Halászfalu, Gozo kikötője |  |
| Għarb*                  | -              | Garbo                      | |  |
| Għasri*                 | -              | -                          | |  |
| Kerċem*                 | -              | -                          | Angol írásmódja Kerchem |  |
| Santa Luċija            | -              | -                          | 2010 óta részlegesen ismét önálló falu a nyugati domboldalakon |  |
| Munxar*                 | -              | -                          | Olasz írásmódja Monsciar |  |
| Xlendi                  | -              | -                          | 2010-től részlegesen önálló üdülőfalu Gozo déli partján |  |
| Nadur*                  | -              | -                          | |  |
| San Blas                | -              | -                          | Kis településrész a hasonló nevű öböl közelében, a községtől északkeletre |  |
| Ta' Hida                | -              | -                          | Kis településrész a községtől északra |  |
| Qala*                   | -              | La Cala                    | |  |
| Rabat*                  | Victoria*      | Città Vittoria vagy Rabato | Latin neve Gaudos, a középkorban nevezték Medinának vagy egyszerűen Gozo-nak is. Angol nevét 1897-ben kapta. Mivel hivatalos máltai neve ma is Rabat, tervbe van véve az angol név megszüntetése. |  |
| San Lawrenz*            | Saint Lawrence | San Lorenzo                | Eredeti neve Ta' Ċangura (1893-ig) |  |
| Dwejra                  | -              | -                          | Olasz alakja Doviera. Korábban kis község, ma lakatlan turisztikai-, természetvédelmi- és üdülőterület.                                                                                           |  |
| Sannat* vagy Ta' Sannat | -              | -                          | |  |
| Ta' Ċenċ                | -              | -                          | Egykor önálló község Sannattól keletre, mára összeépültek. Hozzá tartozott Mġarr ix-Xini, Gozo egyik fontos kikötője                                                                              |  |
| Xagħra*                 | -              | Caccia                     | A települést nevezték Ta' Sant'Antonnak is. Kb. a II. világháborúig az olasz név volt a hivatalos                                                                                                 |  |
| Xewkija*                | -              | -                          | Olasz-angol írásmódja Xeuchia |  |
| Żebbuġ*                 | -              | Casal Zebuggia             | |  |
| Marsalforn              | -              | -                          | 2010 óta részlegesen ismét önálló halászfalu Gozo északi partján |  |